# Psaliodes exuberans
Psaliodes exuberans là một loài bướm đêm trong họ Geometridae.